# 山陰放送
株式會社山陰放送（日语：／ San-in Hōsō */?），簡稱BSS，是日本的一家以鳥取縣和島根縣為放送地域的電視臺兼廣播電臺。其電視服務為JNN聯播網成員，廣播服務為JRN、NRN聯播網成員。電視呼號為JOHF-DTV，廣播呼號為JOHF。廣播服務開始于1954年3月1日，電視服務開始于1959年12月15日。

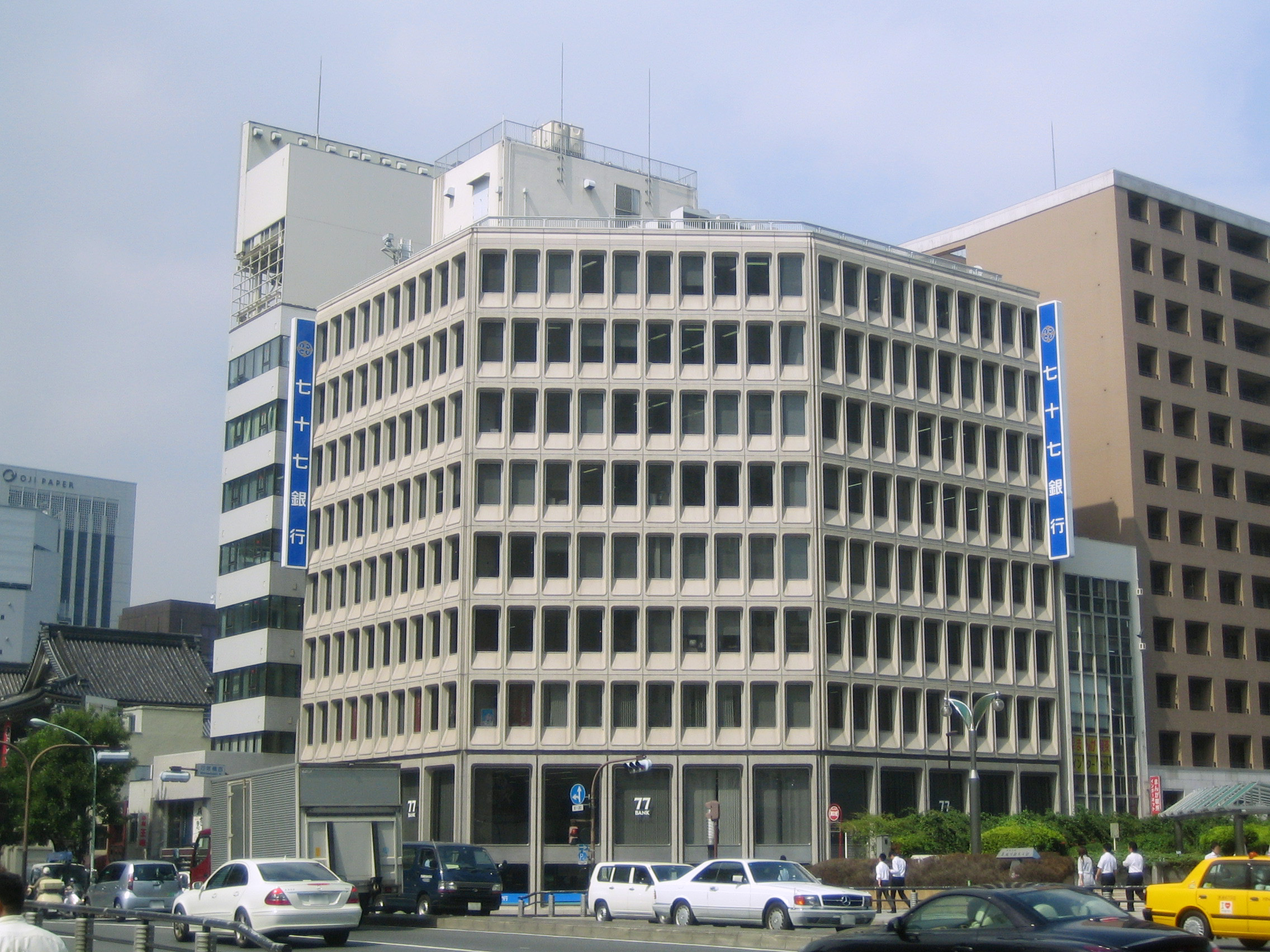
山陰放送東京分社所在地：七十七大樓（七十七銀行東京分行）

## 外部連結
- BSS山陰放送 （页面存档备份，存于）
- BSS電台 （页面存档备份，存于）
- BSS電視台 （页面存档备份，存于）
- BSS購物 （页面存档备份，存于）
- YouTube上的BSS rattechannel頻道
- ラッテちゃん（BSS山陰放送）的X（前Twitter）
- BSS 山陰放送的Facebook專頁
- 山陰放送的Instagram帳戶
- Broadcasting System of San-in （页面存档备份，存于） - TMDb
- BSS企画 （页面存档备份，存于） - 廣告代理店・保險代理店。
- 大山平原高爾夫俱樂部 （页面存档备份，存于）